# Jezioro wydmowe
Jezioro wydmowe (eoliczne) – rodzaj jeziora:
- zaporowego, powstałego w wyniku zatamowania cieku wodnego przez wędrujące wydmy;
- powstałego w obniżeniu deflacyjnym (rodzaj jeziora eolicznego);
- powstałego w obniżeniu śródwydmowym[1] (rodzaj jeziora eolicznego).

Przykładem takiego jeziora jest Jezioro Czad. W Polsce są to jeziora: Orzełek i Moczydło.